# Holenspinnen

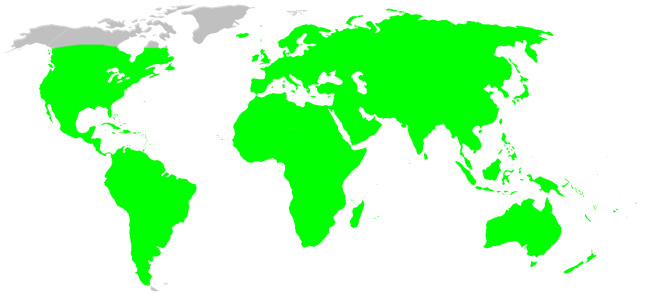
Verspreiding van de holenspinnen.

Holenspinnen (Nesticidae) zijn een familie van spinnen. De familie telt 9 geslachten met daarin 204 beschreven soorten.
De enige soort uit deze familie die in Nederland is waargenomen is de holenspin (Nesticus cellulanus) 

## Geslachten
- Aituaria Esyunin & Efimik, 1998
- Canarionesticus Wunderlich, 1992
- Carpathonesticus Lehtinen & Saaristo, 1980
- Cyclocarcina Komatsu, 1942
- Eidmannella Roewer, 1935
- Gaucelmus Keyserling, 1884
- Nesticella Lehtinen & Saaristo, 1980
- Nesticus Thorell, 1869
- Typhlonesticus Kulczynski, 1914